# Кукушкино (Крым)
Куку́шкино (до 1948 года Караба́-Куку́ш; укр. Кукушкіне, крымскотат. Qaraba Köküş, Къараба Кокюш) — село в Раздольненском районе Республики Крым, центр Кукушкинского сельского поселения (согласно административно-территориальному делению Украины — Кукушкинского сельского совета Автономной Республики Крым)

## Население
| 2001 | 2014  |
| ---- | ----- |
| 1111 | ↘1006 |

Всеукраинская перепись 2001 года показала следующее распределение по носителям языка
| Язык       | Процент |
| ---------- | ------- |
| русский    | 71.92   |
| украинский | 25.56   |
| другие     | 1.17    |

### Динамика численности
| - 1900 год — 24 чел. - 1915 год — 132/0 чел. - 1926 год — 194 чел. - 1939 год — 184 чел. | - 1989 год — 1171 чел. - 2001 год — 1111 чел. - 2014 год — 1006 чел. |

## Современное состояние
На 2016 год в Кукушкино числится 9 улиц; на 2009 год, по данным сельсовета, село занимало площадь 108 гектаров, на которой в 374 дворах проживало более 1 тысячи человек. В селе действует средняя общеобразовательная школа-детский сад, сельский дом культуры, библиотека, отделение почтовой связи, православный Свято-Троицкий храм. Кукушкино связано автобусным сообщением с райцентром и соседними населёнными пунктами. В честь жителей села, погибших на фронтах Великой Отечественной войны в центре Кукушкино установлен памятный знак «Скорбящая мать». На мемориальных доскаах выбиты фамилии 52 погибших.

## География
Кукушкино — село в северной части района в степном Крыму, высота центра села над уровнем моря — 44 м. Ближайшие населённые пункты — Славянское в 4 км на запад, Огни в 4,5 км на север, Молочное в 4,5 км на восток и Орловка в 5 км на юг. Расстояние до райцентра около 12 километров (по шоссе), ближайшие железнодорожные станции — Красноперекопск (на линии Джанкой — Армянск) — примерно 54 километра. Транспортное сообщение осуществляется по региональным автодорогам 35К-012 Черноморское — Воинка и 35Н-427 Кукушкино — Орловка (по украинской классификации — Т-0107).

## История
Впервые, как посёлок Карабай Агайской волости Евпаторийского уезда поселение встречается в «…Памятной книжке Таврической губернии на 1900 год», согласно которой, в посёлке числилось 24 жителя в 3 дворах. На 1914 год в селении действовала земская школа. По Статистическому справочнику Таврической губернии. Ч.II-я. Статистический очерк, выпуск пятый Евпаторийский уезд, 1915 год, в деревне Кукуш-Караба Агайской волости Евпаторийского уезда числилось 17 дворов (все безземельные) с русским населением в количестве 132 человека приписных жителей, из которых 67 мужчин и 65 женщин. За селением числилось 427 десятин удобной земли. В хозяйствах имелось 123 лошади, 10 волов, 34 коровы и 87 голов мелкого скота.
После установления в Крыму Советской власти, по постановлению Крымревкома от 8 января 1921 года № 206 «Об изменении административных границ» была упразднена волостная система и в составе Евпаторийского уезда был образован Бакальский район, в который включили село, а в 1922 году уезды получили название округов. 11 октября 1923 года, согласно постановлению ВЦИК, в административное деление Крымской АССР были внесены изменения, в результате которых округа были отменены, Бакальский район упразднён и село вошло в состав Евпаторийского района. Согласно Списку населённых пунктов Крымской АССР по Всесоюзной переписи 17 декабря 1926 года, в селе и хуторе Караба-Кукуш, Ак-Шеихского сельсовета Евпаторийского района, числился 31 двор, из них 30 крестьянских, население составляло 194 человека, все русские, действовала русская школа. Постановлением ВЦИК РСФСР от 30 октября 1930 года был создан Ишуньский район, уже как национальный украинский и село включили в его состав. В 1930 году в селе был образован колхоз «Гигант», через некоторое время хозяйство в Караба-Кукуш было выделено в отдельный колхоз «Знамя Ленина». После создания в 1935 году Ак-Шеихского района (переименованного в 1944 году в Раздольненский) Караба-Кукуш включили в его состав. По данным всесоюзной переписи населения 1939 года в селе проживало 184 человек.
С 25 июня 1946 года Караба-Кукуш в составе Крымской области РСФСР. Указом Президиума Верховного Совета РСФСР от 18 мая 1948 года, Караба-Кукуш переименовали в Кукушкино. 26 апреля 1954 года Крымская область была передана из состава РСФСР в состав УССР. В 1950 годы хозяйство переименовано в колхоз «Украина» (в 1965 году, вместе с близлежащими колхозами преобразованный в совхоз «Добрынский»). Время включения в Славянский сельсовет пока не установлено: на 15 июня 1960 года село уже числилось в его составе. Указом Президиума Верховного Совета УССР «Об укрупнении сельских районов Крымской области», от 30 декабря 1962 года село присоединили к Черноморскому району. 1 января 1965 года, указом Президиума ВС УССР «О внесении изменений в административное районирование УССР — по Крымской области», вновь включили в состав Раздольненского. С 8 февраля 1988 года Кукушкино — центр сельсовета. По данным переписи 1989 года в селе проживал 1171 человек. С 12 февраля 1991 года село в восстановленной Крымской АССР, 26 февраля 1992 года переименованной в Автономную Республику Крым. С 21 марта 2014 года в составе Крыма аннексировано Россией.